# Elizabeth Scott (nadadora)
Elizabeth Scott es una deportista estadounidense que compitió en natación adaptada. Ganó 17 medallas en los Juegos Paralímpicos de Verano entre los años 1992 y 2000.

## Palmarés internacional
| Juegos Paralímpicos | Juegos Paralímpicos      | Juegos Paralímpicos | Juegos Paralímpicos    |
| Año                 | Lugar                    | Medalla             | Prueba                 |
| ------------------- | ------------------------ | ------------------- | ---------------------- |
| 1992                | Barcelona (España)       | Medalla de oro      | 50 m libre B3          |
| 1992                | Barcelona (España)       | Medalla de oro      | 100 m libre B3         |
| 1992                | Barcelona (España)       | Medalla de oro      | 400 m libre B2-3       |
| 1992                | Barcelona (España)       | Medalla de oro      | 100 m espalda B3       |
| 1992                | Barcelona (España)       | Medalla de oro      | 100 m mariposa B2-3    |
| 1992                | Barcelona (España)       | Medalla de oro      | 4 × 100 m libre B1-3   |
| 1992                | Barcelona (España)       | Medalla de oro      | 4 × 100 m estilos B1-3 |
| 1996                | Atlanta (Estados Unidos) | Medalla de oro      | 100 m mariposa B3      |
| 1996                | Atlanta (Estados Unidos) | Medalla de plata    | 4 × 100 m estilos B1-3 |
| 1996                | Atlanta (Estados Unidos) | Medalla de bronce   | 100 m braza B3         |
| 1996                | Atlanta (Estados Unidos) | Medalla de bronce   | 100 m espalda B3       |
| 1996                | Atlanta (Estados Unidos) | Medalla de bronce   | 200 m estilos B3       |
| 1996                | Atlanta (Estados Unidos) | Medalla de bronce   | 4 × 100 m libre B1-3   |
| 2000                | Sídney (Australia)       | Medalla de oro      | 50 m libre S13         |
| 2000                | Sídney (Australia)       | Medalla de oro      | 100 m libre S13        |
| 2000                | Sídney (Australia)       | Medalla de plata    | 200 m estilos SM13     |
| 2000                | Sídney (Australia)       | Medalla de bronce   | 100 m braza SB13       |